# Монастир Зографу
40°18′21″ пн. ш. 24°09′37″ сх. д. / 40.30583° пн. ш. 24.16028° сх. д.
Монастир Зографу (грец. Μονή Ζωγράφου — болгарський чоловічий православний монастир на Святій горі Афон, займає в святогірській ієрархії дев'яте місце. Розташований на західному узбережжі півострова Айон-Орос, рівновіддалений від монастирів Хіландар та Констамоніту. Назва грец. Ζωγράφου означає мальовничий — обитель споруджено високо над морем, на скелі, понад прірвою. Є найдавнішим слов’янським монастирем на Афоні

## Історія

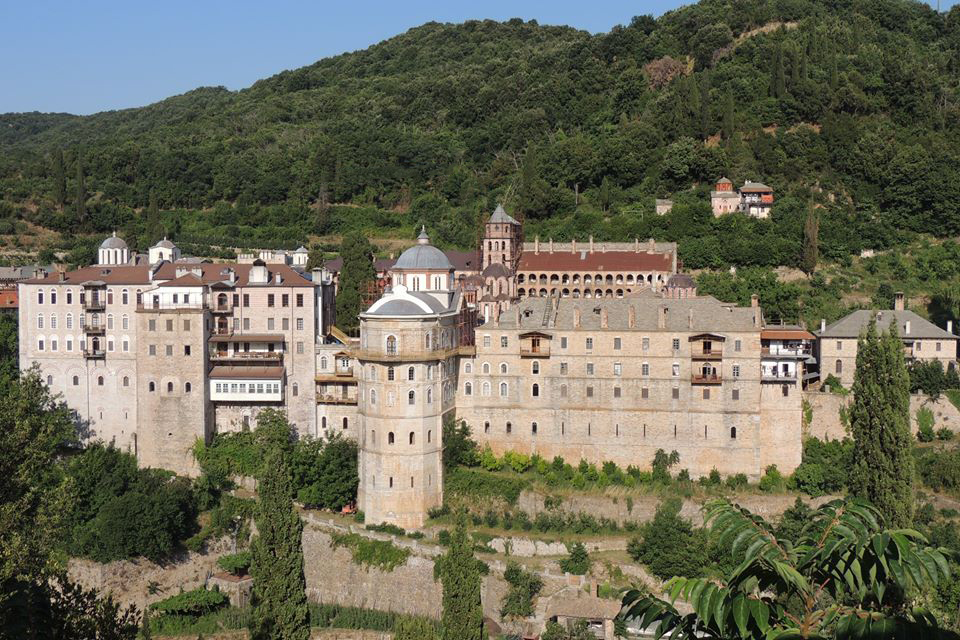

Монастир Зографу заснований у 919 році в добу правління Лева Філософа трьома братами, уродженцями міста Охрид в Болгарії: Мойсеєм, Аароном та Іоанном. Вони розселилися спочатку в келіях, на окремих стовпах, але потім спорудили загальний храм, отримавши в молитві одкровення присвятити його імені великомученика Георгія. При цьому лик святого Георгія дивовижним чином зобразив на дошці, приготованій для іконопису. Свого покровителя засновники назвали живописцем «Ζόγραφος», а від імені ікони пішла назва власне монастиря, який відтак набув популярності — почали приходити прочани, залучені переказом про диво, особливо, коли із Палестини досягла столиці чутка про зникнення зображення святого Георгія, в монастирі поблизу Лода. Тамтешні монахи прийшли на Афон і визнали образ у Зографу тотожним із зображенням, що було у них. Лев Філософ і болгарський цар Іоанн теж приїжджали поклонитись чудотворному зображенню святого Георгія до Зографу і пожертвували значні внески на добудову обителі.
Перша письмова згадка про монастир під ім'ям «Георгій Зограф» зустрічається в 972 році в Типіконі Іоанна Цимісхія.

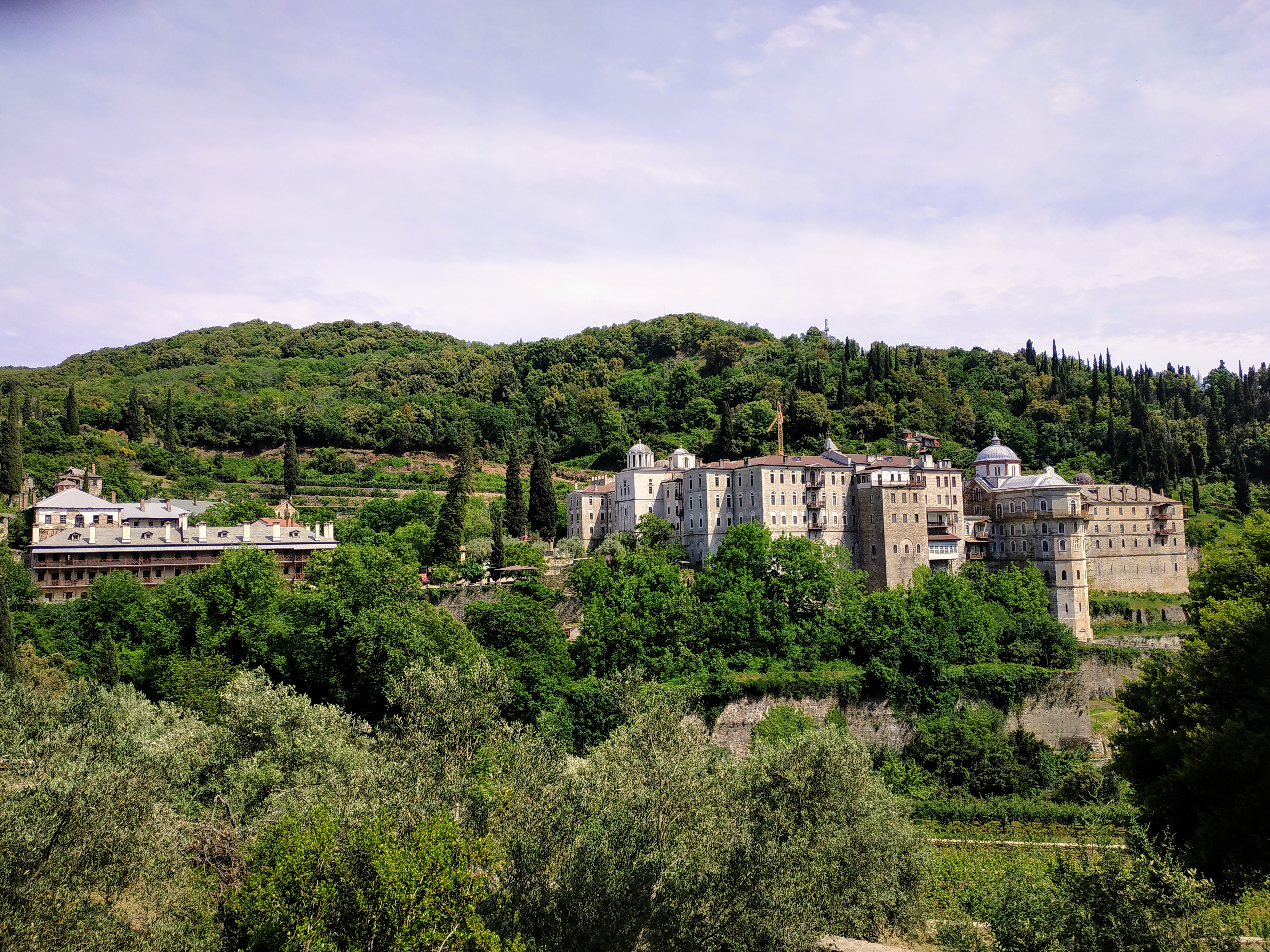

В добу правління візантійського імператора Михайла VIII Палеолога монастир Зографу, який відмовився приєднатися до унії, цілком розорено. 10 жовтня 1276 року у вежі монастиря латинянами було спалено 26 преподобномучеників (22 насельники і четверо мирян-послушників), що стали проти унії з Римською церквою. Монастир відновив вже молдавський воєвода Стефан тільки в 1502 році.
У цьому монастирі жив у XVIII столітті знаменитий чернець Пейсіос — автор історії болгарського народу. На території монастиря зберігається і хатина, в якій жив відлюдником вождь національно-визвольного руху Космас Етолос.
У XIX столітті Зографу пережив бурхливий розквіт, обитель в економічних відносинах на якийсь час стала однією з провідних на Афоні. У 1801 році був побудований соборний храм, а в 1850 році монастир став братським, яким і залишається до теперішнього часу.

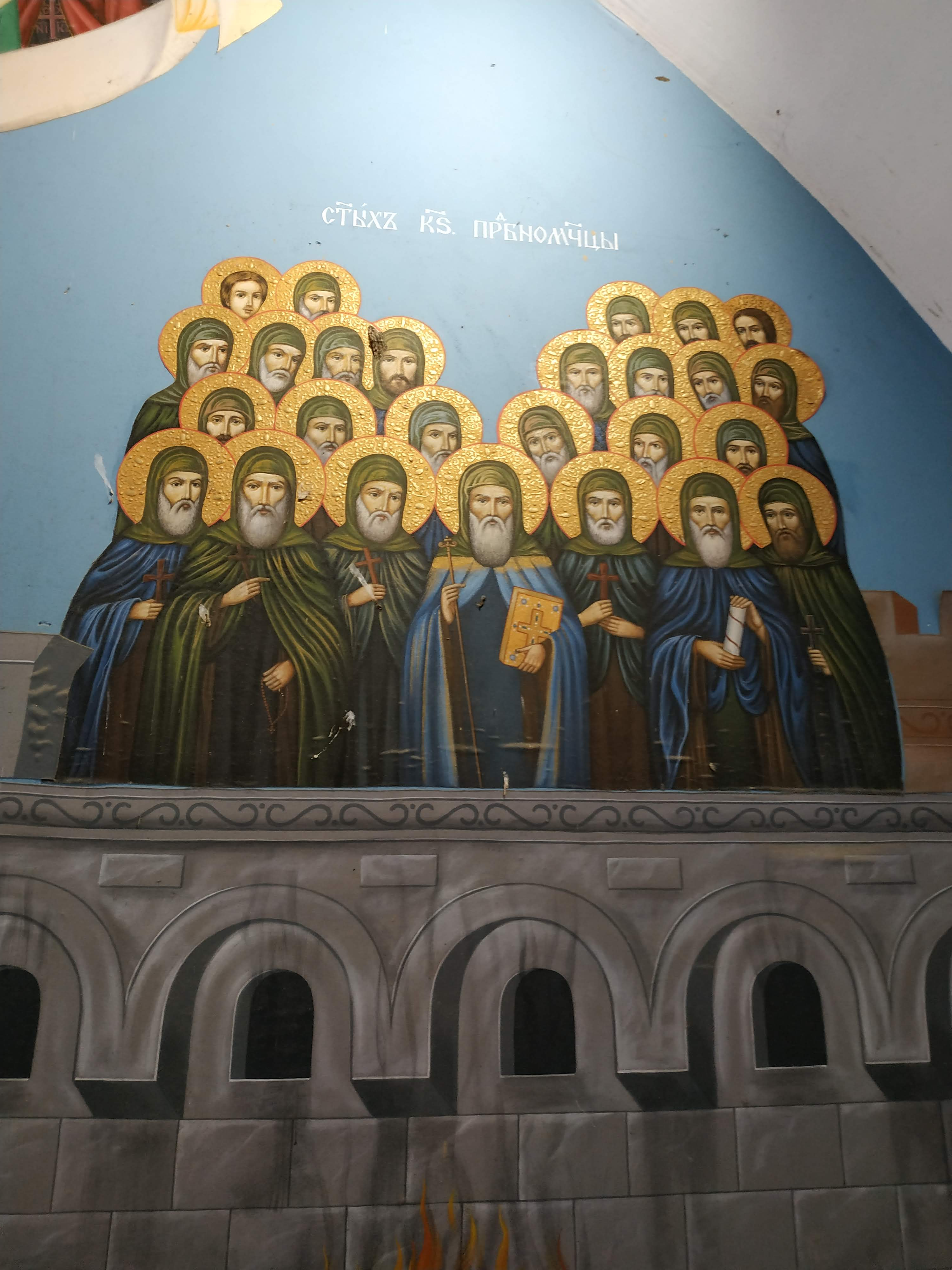
26 преподобномучеників які постраждали від римокатоликів

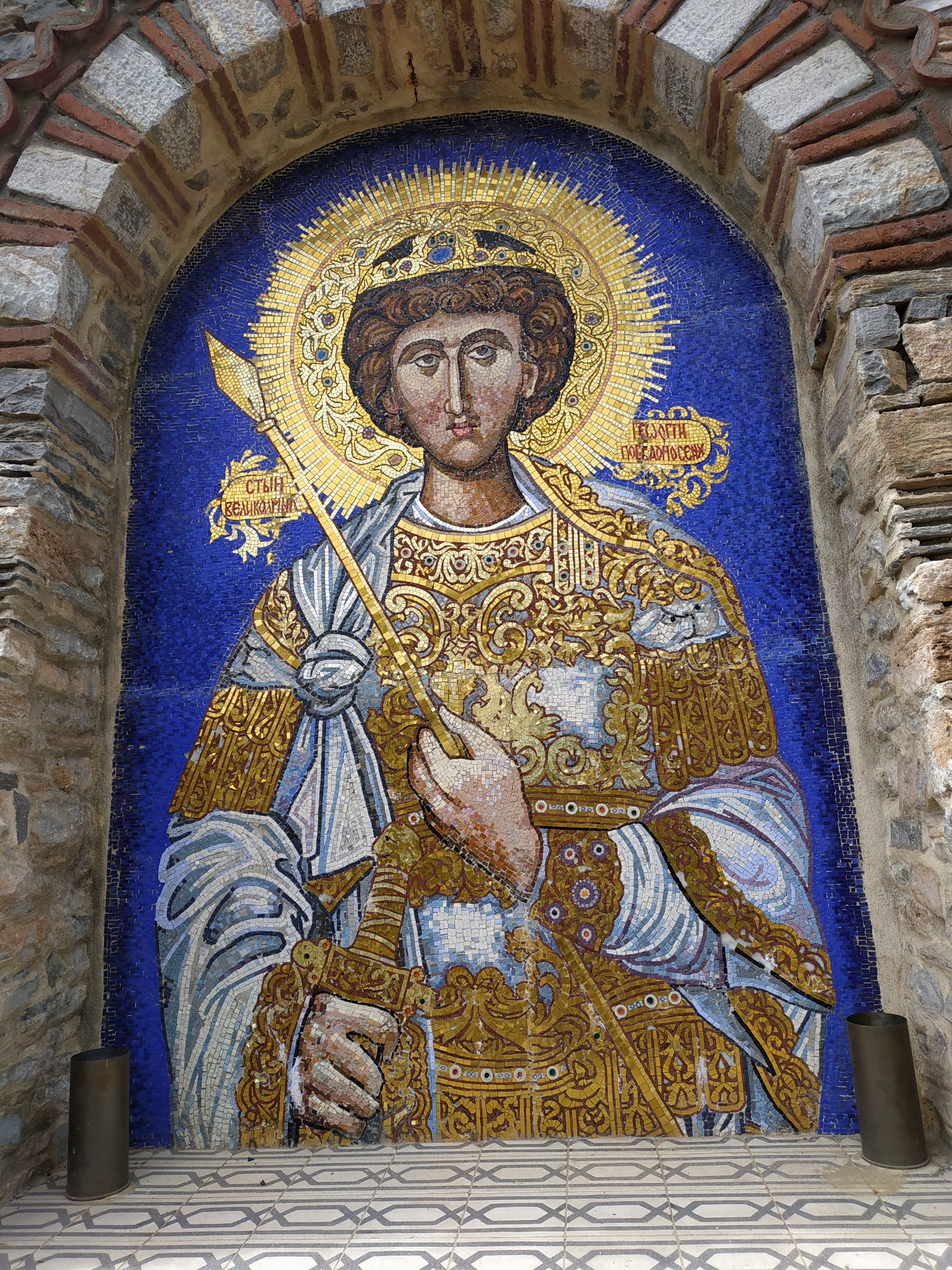
Ікона при в'їзді в монастир. Святи Григорій переможець

Не оминули монастир і балканські війни початку 20 століття. У липні 1913 року в ході Другої Балканської війни монастир Зографу, в якому перебував болгарський військовий загін, був взятий штурмом греками; болгарські ж солдати як військовополонені відвезені до Греції.

## Монастир Зограф і Україна
У Зографі здавна подвизалося й вихідці з Київської Русі. Ймовірно, що тут міг перебувати якийсь час прп. Антоній Печерський, який згодом за афонськими уставами заснував Києво-Печерський монастир. У XVII ст. тут подвизався український святий Іван Вишенський та чимало інших вихідців з українських земель, зокрема й запорозькі козаки, які в 1740-і рр. й заснували неподалік «козацький» скит «Чорний Вир». Тут у бібліотеці Зографського монастиря в XVIII ст. працював видатний український святий прп. Паїсій Величковський, до якого ченці-козаки з «Чорного Виру» ходили на сповідь. У цей же час у Зографі жив і працював 10 років український філолог і перекладач, колишній викладач Києво-Могилянської академії ієромонах Яків (Блонницький), який тут у Зографі уклав словники «Лексикон елліно-славенський» та «Лексикон славено-елліно-латинський», а також «Граматику нової старого і славного язика славенського».

Жертводавцями Зографського монастиря були українські гетьмани Іван Самойлович, Іван Мазепа, Данило Апостол, Іван Скоропадський та чимало представників знатної української козацької старшини, про що засвідчують монастирські пом'янники XVII – XVIII стт. І сьогодні в бібліотеці Зографського монастиря зберігається чимало рідкісних українських стародруків XVI – XVIII стт., подаровані монастирю в ті часи знатними українськими благодійниками. 

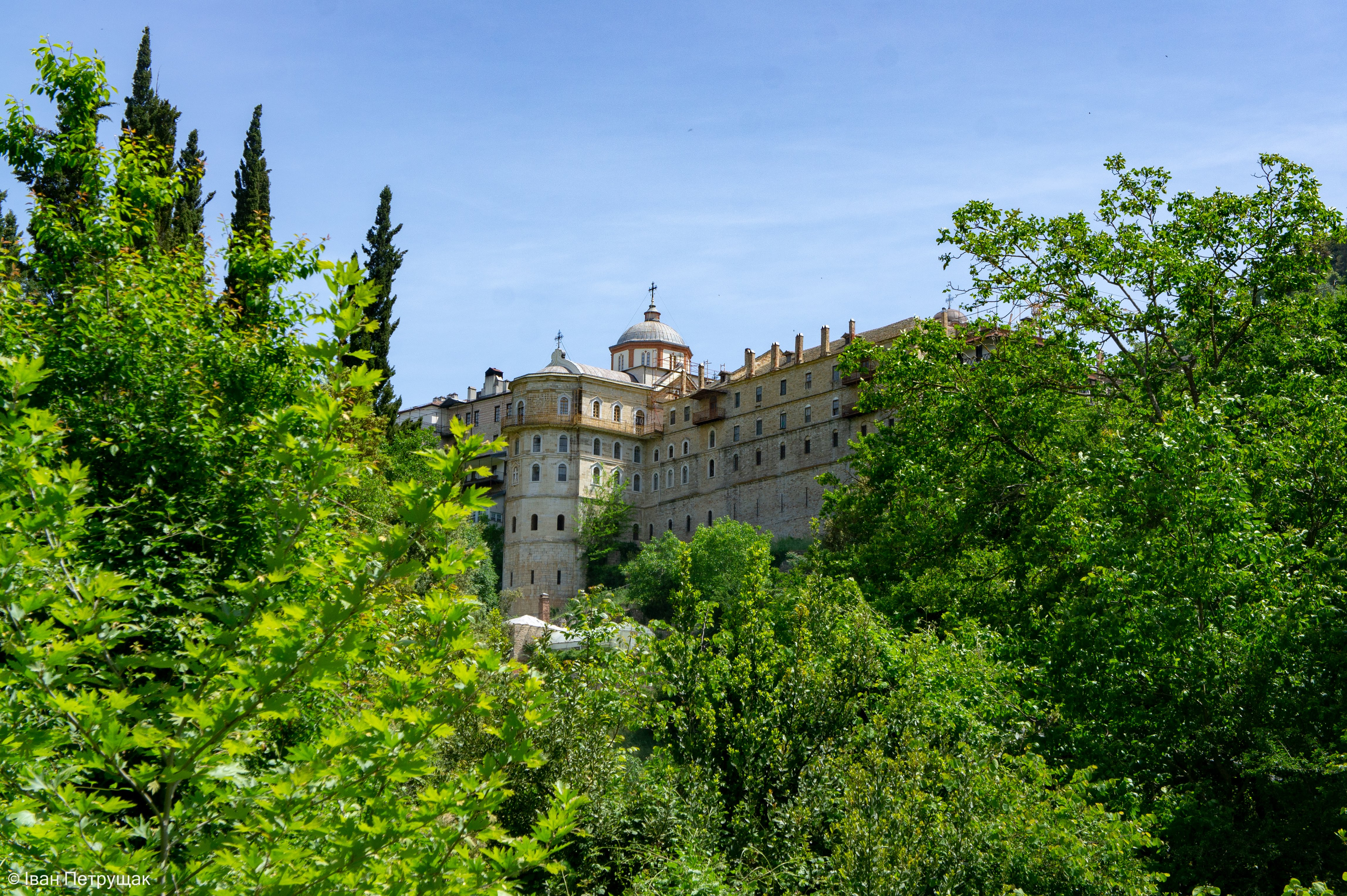
Монастир Зограф, Афон

## Реліквії
Соборний храм, побудований лише 1801 року, і нині зберігає три ікони великомученика Георгія різного часу. Найдавніша чудотворна ікона святого Георгія поміщена біля колони правого крила храму, а дві копії з неї, що надійшли в обитель з інших місць, вважаються, за легендами про них, чудотворними також; друга ікона, за переказом, припливла морем з Аравії, а третя — дар Стефана Душана, знайдена ним завдяки видінню і супроводжували його в боях. Найвідомішою з ікон монастиря є ікона Пресвятої Богородиці, іменована Акафістною. Нарешті Зографське євангеліє, подароване ченцями обителі російському імператору Олександру II; останній передав його до Імператорської публічної бібліотеки.
Бібліотека монастиря знаходиться у вежі і містить 162 рукописних кодекси на грецькій мові, 388 рукописів на слов'янською мовою, з яких 26 пергаментних, і 16000 друкованих видань на слов'янській та грецькій мовах.
Особливо шанований насельниками обителі преподобний Косма Зографскій. Своїм подвижницьким життям він здобував дар прозорливості і чудотворіння. Святий дружив з тваринами і безліч приходило в його келію. 22 вересня 1323 року, в день його блаженної кончини, попрощатися з преподобним прийшло безліч диких звірів.

## Ігумени
- Амвросій (Тюроленков)  (6 травня 1997 - †27 січня 2025)
- Гавриїл (Каратотєв)  (з 12 квітня 2025)